# پوشپا: ظهور
پوشپا: ظهور (به انگلیسی: Pushpa: The Rise) فیلمی هندی محصول سال ۲۰۲۱ و به کارگردانی سوکومار است. در این فیلم بازیگرانی همچون آلو آرجون، فهد فاضل، راشمیکا ماندانا و سامانتا روت پرابو ایفای نقش کرده‌اند.